# Koto Laweh (Koto Besar)
Koto Laweh is een bestuurslaag in het regentschap Dharmasraya van de provincie West-Sumatra, Indonesië. Koto Laweh telt 2653 inwoners (volkstelling 2010).